# Lijst van vorsten van Kiev
Dit is een lijst van vorsten van Kiev vanaf de eerste historisch met zekerheid bekende vorst.
Oudoostslavische kronieken zoals de Nestorkroniek zijn inconsistent in het toepassen van de titel "grootvorst" op verschillende prinsen in het Kievse Rijk. Hoewel de meeste bronnen het consequent toeschrijven aan de vorst van Kiev, is er geen overeenstemming welke vorsten ook "grootvorst" waren en geleerden zijn dus met verschillende lijsten van grootvorsten van Kiev gekomen.
| Periode | Naam                              | Tak                                                  | Leefde           | Opmerkingen                                                           |
| Vorsten van Kiev | Vorsten van Kiev                  | Vorsten van Kiev                                     | Vorsten van Kiev | Vorsten van Kiev                                                      |
| --- | --------------------------------- | ---------------------------------------------------- | ---------------- | --------------------------------------------------------------------- |
| 882-912 | Oleg de Wijze                     |                                                      | ?–912            | Helgi, Relatie tot Rurik is omstreden                                 |
| 912-945 | Igor van Kiev                     |                                                      | ?–945            | Ingvar, zoon van Rurik                                                |
| 945-962 | Olga van Kiev                     |                                                      | ?–969            | Helga (regent-consort), Helena                                        |
| 962-972 | Svjatoslav I                      |                                                      | 942–972          | Sven, zoon van Igor                                                   |
| 972-980 | Jaropolk I                        |                                                      | 958 (960?)–980   | zoon van Svjatoslav                                                   |
| Van 972 tot 977 woedde in het Kievse Rijk een successieoorlog tussen Jaropolk en zijn broer Oleg. Na de nederlaag van Oleg vluchtte hun jongere halfbroer Vladimir van Novgorod naar Scandinavië, waar hij troepen ronselde om Novgorod en ten slotte heel Roes terug te veroveren. |                                   |                                                      |                  |                                                                       |
| 980-1015 | Vladimir van Kiev                 |                                                      | 958–1015         | Valdamar, zoon van Svjatoslav, in 988 gedoopt                         |
| 1015-1019 | Svjatopolk I                      |                                                      | 980–1019         | Sventopluk afstamming omstreden                                       |
| Grootvorsten van Kiev |                                   |                                                      |                  |                                                                       |
| 1019-1054 | Jaroslav de Wijze                 |                                                      | 978–1054         | Jarizleifr, zoon van Vladimir de Grote, samen met Mstislav in 1024-36 |
| 1054-1068 | Izjaslav I                        | Izjaslavitsjen                                       | 1024–1078        | zoon van Jaroslav,                                                    |
| 1068-1069 | Vseslav van Polotsk               |                                                      | ±1030-1101       | vorst van Polotsk                                                     |
| 1069-1073 | Izjaslav I (tweede maal)          | Izjaslavitsjen                                       | 1024–1078        |                                                                       |
| 1073-1076 | Svjatoslav II                     |                                                      | 1027–1076        | zoon van Jaroslav                                                     |
| 1076-1078 | Izjaslav I (derde maal)           | Izjaslavitsjen                                       | 1024–1078        | in 1075 zond paus Gregorius VII hem een kroon                         |
| 1078-1093 | Vsevolod I                        |                                                      | 1030–1093        | zoon van Jaroslav                                                     |
| 1093-1113 | Svjatopolk II                     | Izjaslavitsjen                                       | 1050–1113        | zoon van Izjaslav I                                                   |
| 1113-1125 | Vladimir Monomach                 | Monomachovitsjen                                     | 1053–1125        | zoon van Vsevolod I                                                   |
| 1125-1132 | Mstislav I                        | Monomachovitsjen                                     | 1076–1132        | zoon van Vladimir II                                                  |
| 1132-1139 | Jaropolk II                       | Monomachovitsjen                                     | 1082–1139        | broer van Mstislav I                                                  |
| 1139 | Vjatsjeslav I                     | Monomachovitsjen                                     | 1083–1154        | broer van Jaropolk II                                                 |
| 1139-1146 | Vsevolod II                       | Svjatoslavitsjen                                     | ?–1146           | zoon van Oleg Svjatoslavitsj                                          |
| 1146 | Igor II                           | Svjatoslavitsjen                                     | ?–1147           | broer van Vsevolod II                                                 |
| 1146-1149 | Izjaslav II                       | Monomachovitsjen                                     | 1097–1154        | zoon van Mstislav I                                                   |
| 1149-1151 | Joeri Dolgoroeki                  | Monomachovitsjen                                     | 1099–1157        |                                                                       |
| 1151-1154 | Vjatsjeslav I (tweede maal)       | Monomachovitsjen                                     | 1083–1154        | gezamenlijk                                                           |
| 1151-1154 | Izjaslav II (tweede maal)         | Monomachovitsjen                                     | 1097–1154        | gezamenlijk                                                           |
| 1154 | Rostislav I                       | Monomachovitsjen                                     | 1110–1167        | broer van Izjaslav II                                                 |
| 1154-1155 | Izjaslav III                      | Svjatoslavitsjen                                     | ?–1162           |                                                                       |
| 1155-1157 | Joeri Dolgoroeki (tweede maal)    | Monomachovitsjen                                     | 1099–1157        |                                                                       |
| 1157-1158 | Izjaslav III (tweede maal)        | Svjatoslavitsjen                                     | ?–1162           |                                                                       |
| 1158-1167 | Rostislav I (tweede maal)         | Monomachovitsjen                                     | 1110–1167        | gezamenlijk met Izjaslav III in 1162                                  |
| 1167-1169 | Mstislav II                       | Izjaslavitsjen (Monomach)                            | ?–1172           | zoon van Izjaslav II                                                  |
| 1169 | Gleb                              | Joerjevitsjen (Monomach)                             | ?–1171           | zoon van Joeri Dolgoroeki                                             |
| 1170 | Mstislav II (tweede maal)         | Izjaslavitsjen (Monomach)                            | ?–1172           |                                                                       |
| 1170-1171 | Gleb (tweede maal)                | Joerjevitsjen (Monomach)                             | ?–1171           |                                                                       |
| 1171 | Vladimir III                      | Monomachovitsjen                                     | 1132–1173        | zoon van Mstislav I de Grote                                          |
| 1171 | Michael I                         | Joerjevitsjen (Monomach)                             | ?–1176           | halfbroer van Gleb                                                    |
| 1171-1173 | Roman I                           | Rostislavitsjen (Monomach)                           | ?–1180           | zoon van Rostislav I                                                  |
| 1173 | Vsevolod III het Grote Nest       | Joerjevitsjen (Monomach)                             | 1154–1212        | broer van Michael I                                                   |
| 1173 | Rurik                             | Rostislavitsjen (Monomach)                           | ?–1215           | broer van Roman I                                                     |
| 1174 | Svjatoslav III                    | Olgovitsjen                                          | ?–1194           | zoon van Vsevolod II                                                  |
| 1174-1175 | Jaroslav II                       | Izjaslavitsjen (Monomach)                            | ?–1180           | zoon van Izjaslav II                                                  |
| 1175-1177 | Roman I (tweede maal)             | Rostislavitsjen (Monomach)                           | ?–1180           |                                                                       |
| 1177-1180 | Svjatoslav III (tweede maal)      | Olgovitsjen                                          | ?–1194           |                                                                       |
| 1180 | Jaroslav II (tweede maal)         | Izjaslavitsjen (Monomach)                            | ?–1180           |                                                                       |
| 1180-1182 | Rurik (tweede maal)               | Rostislavitsjen (Monomach)                           | ?–1215           |                                                                       |
| 1182-1194 | Svjatoslav III (derde maal)       | Olgovitsjen                                          | ?–1194           |                                                                       |
| 1194-1202 | Rurik (derde maal)                | Rostislavitsjen (Monomach)                           | ?–1215           |                                                                       |
| 1202 | Ingvar van Kiev                   | Izjaslavitsjen (Monomach)                            | ?–?              | zoon van Jaroslav II                                                  |
| 1203-1206 | Rurik (vierde maal)               | Rostislavitsjen (Monomach)                           | ?–1215           | gezamenlijk                                                           |
| 1203-1206 | Roman II de Grote                 | Izjaslavitsjen (Monomach)                            | 1160–1205        | zoon van Mstislav II, gezamenlijk (1203-05)                           |
| 1203-1206 | Rostislav II                      | Rostislavitsjen (Monomach)                           | 1173–1214        | zoon van Rurik, gezamenlijk (1204-06)                                 |
| 1206-1207 | Vsevolod IV de Rode               | Svjatoslavitsjen (Olgovitsjen)                       | ?–1212           | zoon van Svjatoslav III                                               |
| 1207-1210 | Rurik (vijfde maal)               | Rostislavitsjen (Monomach)                           | ?–1215           |                                                                       |
| 1210-1212 | Vsevolod IV de Rode (tweede maal) | Svjatoslavitsjen (Olgovitsjen)                       | ?–1212           |                                                                       |
| 1212-1214 | Ingvar van Kiev (tweede maal)     | Izjaslavitsjen (Monomach)                            | ?–?              |                                                                       |
| 1214-1223 | Mstislav III                      | Rostislavitsjen (Monomach)                           | ?–1223           | zoon van Roman I                                                      |
| 1223-1235 | Vladimir IV                       | Rostislavitsjen (Monomach)                           | 1187–1239        | broer van Rostislav II                                                |
| 1235-1236 | Izjaslav IV                       | Siverski (Olgovitsjen) of Rostislavitsjen (Monomach) | 1186–?           | zoon van Vladimir Igorjevitsj of zoon van Mstislav                    |
| 1236-1238 | Jaroslav III                      | Joerjevitsjen (Monomach)                             | 1191–1246        | zoon van Vsevolod het Grote Nest                                      |
| 1238-1239 | Michael II                        | Svjatoslavitsjen (Olgovitsjen)                       | 1185–1246        | zoon van Vsevolod IV                                                  |
| 1239 | Rostislav van Smolensk            | Smolensk (Rostislavitsjen)                           | 1210–1262        | zoon van Michael II                                                   |
| 1239-1240 | Dmitr                             |                                                      |                  | aangesteld door Daniel van Galicië                                    |
| Vanwege de Mongoolse invasie verliet Michael Kiev om militaire hulp te vragen aan Bela IV van Hongarije Gedurende die tijd bezette Rostislav van Smolensk Kiev, maar deze werd in hetzelfde jaar gevangengenomen door Daniel van Galicië, die zijn vojvode Dmitr installeerde als plaatsvervanger zolang Michael afwezig was. Op 6 december 1240 viel Kiev na belegering door Batu Khan. Vanaf nu moesten de vorsten van Kiev de khan als soeverein erkennen. |                                   |                                                      |                  |                                                                       |
| Vorsten van Kiev (onder Gouden Horde) |                                   |                                                      |                  |                                                                       |
| 1241-1243 | Michael II (tweede maal)          | Svjatoslavitsjen (Olgovitsjen)                       | 1185–1246        | nu als vazal                                                          |
| 1243-1246 | Jaroslav III (tweede maal)        | Joerjevitsjen (Monomach)                             | 1191–1246        |                                                                       |
| 1246-1263 | Alexander Nevski                  | Vladimirski (Monomach)                               | 1220–1263        | zoon van Jaroslav III                                                 |
| 1263-1271 | Jaroslav IV                       | Vladimirski (Monomach)                               | 1230–1271        | broer van Alexander                                                   |
| 1271-1301 | Leo                               | Galicië (Monomach)                                   | 1228–1301        | zoon van Daniel                                                       |
| 1301-? | Vladimir-Ivan Ivanovitsj          | Siverski (Olgovitsjen)                               | ?–?              |                                                                       |
| ?-1321 | Stanislav                         | Siverski (Olgovitsjen)                               | 1228–1301        |                                                                       |
| Vanaf de 14e eeuw begon Kiev onder de invloed van het grootvorstendom Litouwen te vallen. In 1299 verhuisde Maximus, de metropoliet van Kiev, zijn zetel naar Vladimir. In 1321 installeerde Gediminas een van zijn onderdanen, Mindaugas Golsjanski, als vorst van Kiev. |                                   |                                                      |                  |                                                                       |
| Vorsten van Kiev (onder het grootvorstendom Litouwen) |                                   |                                                      |                  |                                                                       |
| 1321-1324 | Mindaugas Golsjanski              | Golsjanski                                           | ?–?              |                                                                       |
| 1324-1331 | Algimantas-Michael                | Golsjanski                                           | ?–?              | zoon van Mindaugas                                                    |
| In 1331 kwam Kiev onder het zelfstandige Vorstendom Poetyvl. In 1362 kwam het weer bij Litouwen. |                                   |                                                      |                  |                                                                       |
| Vorsten van Kiev (onder het vorstendom Poetyvl) |                                   |                                                      |                  |                                                                       |
| 1331-1362 | Fjodor (Teodoras)                 | Siverski (Olgovitsjen)                               | ?–?              | zoon van Ivan                                                         |
| Vorsten van Kiev (onder het grootvorstendom Litouwen) |                                   |                                                      |                  |                                                                       |
| 1362-1394 | Vladimir VI                       | Gediminiden                                          | ?–?              | zoon van Algirdas                                                     |
| 1395-1397 | Skirgaila                         | Gediminiden                                          | 1354–1397        | zoon van Algirdas                                                     |
| 1397-ca. 1402 | Ivan Golsjanski                   | Golsjanski                                           | ?–?              | zoon van Algimantas (in 1404-11 Jurgis Gedgaudas als voivode)         |
| ca. 1412-ca. 1422 | Andrej                            | Golsjanski                                           | ?–?              | zoon van Ivan                                                         |
| ca. 1432 | Michael IV                        | Golsjanski                                           | ?–1433-ca. 1422  | zoon van Ivan                                                         |
| ca. 1433-ca. 1435 | Michael V Boloban                 | Golsjanski                                           | ?–1435           | zoon van Simonas                                                      |
| 1432-1440 | Švitrigaila                       | Gediminiden                                          | 1370–1452        | zoon van Algirdas                                                     |
| 1443-1454 | Alexander-Olelko                  | Olelkovitsjen                                        | ?–1454           | zoon van Vladimir                                                     |
| 1454-1470 | Simonas                           | Olelkovitsjen                                        | 1418–1470        | zoon van Alexander                                                    |